# Merola insieme
Merola insieme è un album del 2005 che contiene 14 brani cantati in coppia da Mario Merola e dal figlio Francesco.

## Tracce
- Lacreme Napulitane (durata 5'10")
- Na Sera e Maggio (durata 3'21")
- Carcerato (durata 5'13")
- Tuppe Tuppe Mariscià (Mario Merola con Titty Fusco) (durata 4'34")
- Quattanne Ammore (durata 1'30")
- A Sciurara (solo Francesco Merola) (durata 0'54")
- Eternamente Tua (solo Francesco Merola) (durata 0'40")
- Malufiglio (durata 1'16")
- Ave Maria (durata 2'43")
- Guapparia (durata 7'10")
- Malafemmina (solo Francesco Merola) (durata 3'44")
- 'O Treno d''o Sole (durata 3'22")
- Zappatore (durata 5'47")
- Tu Ca nun Chiagne (durata 2'35")